# Маккийн (окръг, Пенсилвания)
Окръг Маккийн (на английски: McKean County) е окръг в щата Пенсилвания, Съединени американски щати. Площта му е 2549 km², а населението - 41 330 души (2017). Административен център е град Сметпорт.